# 5107 Laurenbacall
Az 5107 Laurenbacall (ideiglenes jelöléssel (5107) 1987 DS6) a Naprendszer kisbolygóövében található aszteroida. Henri Debehogne fedezte fel 1987. február 24-én.